# Capulus incurvus
Capulus incurvus är en snäckart som först beskrevs av Gmelin 1791.  Capulus incurvus ingår i släktet Capulus och familjen toppmössor. Inga underarter finns listade i Catalogue of Life.